# 498 до н. е.

## Події
В ході Іонійського повстання греки зазнали поразки біля міста Ефес, після чого афіняни повернулись додому. В невдовзі повстання охоплює Кіпр.
Перша Латинська війна.
Засновано Білгород-Дністровський

## Народились
- Іпподам

## Померли
- Амінт I
- Клеандр (тиран Гели)